# Rafael Morgenstern
Rafael Eugenio Morgenstern (Oberá, Provincia de Misiones, 6 de agosto de 1984) es un piloto argentino de automovilismo semirretirado. Desarrolló su carrera deportiva compitiendo en categorías nacionales e internacionales. En el exterior, compitió en las Fórmula Renault de Italia, Europea y de Brasil. En su país, fue bicampeón de Fórmula Renault Argentina y compitió en categorías como el Turismo Carretera, TC 2000 y Top Race.
Compitió en el Top Race desde 2006 hasta 2014, primero con Mercedes-Benz y a partir de 2011 como piloto oficial de la filial de Mitsubishi para correr con uno de los Mitsubishi Lancer GT de la escudería de Gabriel Furlán. Su número identificatorio en esta categoría es el número 3. Resultó tercero en 2012 y quinto en 2014 y séptimo en 2013.
Su carrera deportiva se detuvo luego de disputar la temporada 2016 de Súper TC 2000, donde venía compitiendo desde el año 2014 representando en forma oficial a la filial de Toyota. Al mismo tiempo, en este año asumió el desafío de llevar adelante el Ministerio de Deportes de la Provincia de Misiones. De esta manera, Morgenstern decidió retirarse de la práctica deportiva en forma parcial, para enfocarse de lleno en su labor como funcionario público, aunque continuó compitiendo en forma esporádica gracias a invitaciones cursadas por diferentes categorías, entre ellas la Top Race.

## Biografía
Nacido en la localidad de Oberá, y como hijo de un expiloto de competencias zonales, Rafael Morgenstern quiso seguir los pasos de su padre compitiendo en los karting de su provincia, para luego de tres años pasar a competir en el exterior. Su carrera inició en 1995, donde sucesivamente compitió en las categorías 60cc, 125cc Pre Júnior y 125cc Júnior. En 1998, pasó a competir a Brasil, donde corrió en el Campeonato Brasileño de Karting durante dos años.
En 2000 retornó a su patria para debutar en la Fórmula Renault Argentina. Allí, Morgenstern demostró sus cualidades adquiridas en el exterior, llevándose el bicampeonato de los años 2001 y 2002 a bordo de una unidad Crespi. Estos títulos le valieron el pasaporte hacia Europa, donde en 2003 compitió en las Fórmula Renault Italiana y Europea, bajo la misma escudería y con una unidad Tatuus. Al año siguiente, repartió su actividad entre Argentina y Brasil, participando en la Fórmula Súper Renault (Dallara) y la FRB (Tatuus) respectivamente.
Finalmente, su debut en automóviles de turismo se dio en 2005, cuando fue convocado por el equipo oficial Renault Sport de TC 2000, que en ese entonces era manejado por la estructura Belloso Competición. Participó en cinco carreras en esta categoría, abandonándola para competir en el Turismo Carretera, donde fue convocado por la empresa Firestone. En esta categoría, compitió en las últimas nueve fechas a bordo de un Chevrolet Chevy atendido por el equipo Pablo Satriano Competición. Al mismo tiempo, fue convocado por el responsable del equipo Firestone Racing TC, el chasista Héctor Pérez, para desarrollar los modelos Tito 01 para la Fórmula Renault Argentina. Al año siguiente, se vio afectado por problemas económicos, dejando la actividad momentáneamente. Sin embargo, retornaría en septiembre a las pistas, corriendo en el Top Race V6, a bordo de un Mercedes-Benz Clase C.
A partir de ese entonces, su actividad en el TRV6 se desarrolló se manera ininterrumpida, compitiendo inicialmente con su propia escudería el Rafa Morgenstern Motorsports. En el año 2007, Morgenstern peleó el título de TRV6, manteniéndose con aspiraciones hasta la penúltima fecha. En 2008, la multinacional DuPont se presenta como patrocinador de su escudería, creando el equipo DuPont Motorsport y siempre manteniendo en pista su Mercedes-Benz. Este año, se había implementado el sistema de nuemración fija, eligiendo para su unidad el número 3. Ese mismo año, regresó al Turismo Carretera junto a la escudería Dole Racing, pero solamente corrió una carrera a bordo de un Torino Cherokee. Fue una carrera corrida en Posadas, donde la categoría visitó por primera vez ese trazado.
En el año 2009, además de su participación en el TRV6, compitió en la Copa Endurance Series del TC 2000, formando dupla como invitado del piloto Franco Coscia de la escudería Basalto TTA. En 2010, Morgenstern participó en la Copa América 2010 de TRV6 en el equipo Azar Motorsports, y cerrando el año en la escudería Crespi Competición Alpine Skate. En 2011, fue contratado por el equipo oficial Mitsubishi de TRV6, para correr con un Mitsubishi Lancer GT, como compañero de equipo de Gabriel Furlán.

## Trayectoria deportiva
- 1995: Karting 60cc
- 1996: Karting 125cc Pre Júnior
- 1997: Karting 125cc Júnior
- 1998: Campeonato Brasileño de Karting
- 1999: Campeonato Brasileño de Karting
- 2000: Fórmula Renault Argentina (Crespi Renault).
- 2001: Campeón Fórmula Renault Argentina (Crespi Renault).
- 2002: Campeón Fórmula Renault Argentina (Crespi Renault).
- 2003: Campeonato Italiano de Fórmula Renault (Tatuus Renault).

Fórmula Renault Eurocup (Tatuus Renault).
- 2004: Fórmula Renault Brasilera (Tattus Renault).

Fórmula Super Renault (Dallara Renault).
- 2005: TC2000 (Renault Megane).

Turismo Carretera (Chevrolet Chevy).
Fórmula Renault (Tito01 Renault).
- 2006: Top Race V6 (Mercedes-Benz Clase C).
- 2007: 14º en Top Race V6 (Mercedes-Benz Clase C).
- 2008: 20º en Top Race V6 (Mercedes-Benz Clase C).

TC (Torino).
- 2009: 15º en Top Race V6 (Mercedes-Benz Clase C).

Copa Endurance Series TC2000 (Toyota Corolla - invitado por Franco Coscia).
- 2010: 21º en Copa América de Top Race V6 (Mercedes-Benz Clase C).
- 2011: 11º en Top Race V6 (Mitsubishi Lancer GT).
- 2012: 3º en Top Race V6 (Mitsubishi Lancer GT) con 1 victoria.
- 2013: 7º en Top Race V6 (Mitsubishi Lancer GT) con 1 victoria.
- 2014: 5º en Top Race V6 (Mitsubishi Lancer GT).
- 2015: 17º en Súper TC 2000 (Toyota Corolla).
- 2016: Súper TC 2000 (Toyota Corolla).
- 2017: Top Race V6 (Ford Mondeo).

## Resultados

### Turismo Competición 2000
| Año  | Equipo                     | Auto             | 1    | 2   | 3   | 4   | 5   | 6   | 7   | 8   | 9   | 10  | 11  | 12    | 13  | 14 | Res. | Puntos |
| ---- | -------------------------- | ---------------- | ---- | --- | --- | --- | --- | --- | --- | --- | --- | --- | --- | ----- | --- | -- | ---- | ------ |
| 2005 |                            |                  | BA I | PAR | VIE | SJU | OLA | AG  | CUR | OBE | RAF | SRA | CON | BA II | SL  | GR | -    | 0      |
| 2005 | Renault Team               | Renault Mégane I | Ret  | 17† | 24† | Ret | Ret |     |     |     |     |     |     |       |     |    | -    | 0      |
| 2009 |                            |                  | AG   | GR  | OBE | SMM | TRH | RES | BA  | CEN | SFE | SFE | SJU | SJU   | PDF |    | -    | -      |
| 2009 | Basalto TTA                | Toyota Corolla X |      |     |     |     | 9   |     | 15  |     |     |     |     |       |     |    | -    | -      |
| 2009 | Malta Advanced Racing Team | Honda Civic VIII |      |     |     |     |     |     |     |     |     |     |     |       | Ret |    | -    | -      |
| 2010 |                            |                  | PDE  | SMM | GR  | AG  | RES | TRH | LR  | SFE | SFE | CEN | OBE | BA    | PDF |    | -    | -      |
| 2010 | Toyota Team Argentina      | Toyota Corolla X |      |     |     |     |     |     |     |     |     |     |     | 7     |     |    | -    | -      |

#### Copa Endurance Series
| Año  | Equipo                     | Auto             | 1   | 2  | 3   | Res. | Puntos |
| ---- | -------------------------- | ---------------- | --- | -- | --- | ---- | ------ |
| 2009 |                            |                  | TRH | BA | PDF | 23°  | 2      |
| 2009 | Basalto TTA                | Toyota Corolla X | 9   | 15 |     | 23°  | 2      |
| 2009 | Malta Advanced Racing Team | Honda Civic VIII |     |    | Ret | 23°  | 2      |

### Súper TC 2000
| Año  | Equipo                        | Auto              | 1    | 2   | 3   | 4    | 5   | 6    | 7   | 8   | 9   | 10  | 11    | 12  | 13    | 14    | Res. | Puntos |
| ---- | ----------------------------- | ----------------- | ---- | --- | --- | ---- | --- | ---- | --- | --- | --- | --- | ----- | --- | ----- | ----- | ---- | ------ |
| 2014 |                               |                   | RAF  | VIE | AG  | ROS  | TOA | BA   | RES | SFE | SFE | SJU | TRH   | COD | PDF   |       | -    | -      |
| 2014 | Peugeot Lo Jack Team          | Peugeot 408 I     |      |     |     |      |     | 15†  |     |     |     |     |       |     |       |       | -    | -      |
| 2015 |                               |                   | JUN  | ROS | OBE | TRH  | RAF | SL I | SFE | SFE | TOA | GR  | SMM   | AG  | SL II |       | 17°  | 60     |
| 2015 | Toyota Team Argentina         | Toyota Corolla XI | 17   | 12  | Ret | 2    | Ret | Ret  | 11  | Ex. | 6   | 12  | 19†   | Ret | 11    |       | 17°  | 60     |
| 2016 |                               |                   | TRE  | ROS | SMM | AG I | TRH | OBE  | BA  | SFE | SFE | TOA | SJU   | GR  | GR    | AG II | 23°  | 16,5   |
| 2016 | Toyota Team Argentina         | Toyota Corolla XI | Ret  | Ret | 14  | Ret  | Ret | 17   | Ret | 12  | Ex. | 24† | 16    | 11  | 18    | 11    | 23°  | 16,5   |
| 2017 |                               |                   | BA I | PDF | SMM | ROS  | ROS | TRH  | RAF | OBE | SFE | SFE | BA II | SJU | GR    | AG    | -    | -      |
| 2017 | Toyota Gazoo Racing Argentina | Toyota Corolla XI |      |     |     |      |     |      |     |     |     |     | 11    |     |       |       | -    | -      |
| 2018 |                               |                   | BA I | ROS | ROS | SMM  | PDF | RAF  | SJU | OBE | SFE | SFE | TRH   | SNI | BA II | AG    | -    | 0      |
| 2018 | Renault Sport                 | Renault Fluence   |      |     |     |      |     |      |     | 14  |     |     |       |     |       |       | -    | 0      |
| 2018 | Sportteam                     | Citroën C4 II     |      |     |     |      |     |      |     |     |     |     |       |     | Ret   |       | -    | 0      |

### TC 2000
| Año  | Equipo          | Auto          | 1  | 2  | 3   | 4   | 5    | 6    | 7   | 8   | 9     | 10    | 11  | 12  | 13  | 14  | 15   | 16    | 17    | 18  | 19  | 20    | 21    | 22     | 23     | Res. | Puntos |
| ---- | --------------- | ------------- | -- | -- | --- | --- | ---- | ---- | --- | --- | ----- | ----- | --- | --- | --- | --- | ---- | ----- | ----- | --- | --- | ----- | ----- | ------ | ------ | ---- | ------ |
| 2019 |                 |               | AG | AG | OLA | OLA | RC I | RC I | CDU | CDU | PAR I | PAR I | SNI | SNI | ROS | ROS | BA I | RC II | RC II | OBE | OBE | BA II | BA II | PAR II | PAR II | -    | 0      |
| 2019 | Fineschi Racing | Peugeot 408 I |    |    |     |     |      |      |     |     |       |       |     |     |     |     |      |       |       | Ret | Ret |       |       |        |        | -    | 0      |

## Palmarés
| Título  | Categoría                 | Automóvil          | Año  |
| ------- | ------------------------- | ------------------ | ---- |
| Campeón | Fórmula Renault Argentina | Tulia XXV (Crespi) | 2001 |
| Campeón | Fórmula Renault Argentina | Tulia XXV (Crespi) | 2002 |